# Dactylopodella ornata
Dactylopodella ornata är en kräftdjursart som först beskrevs av Norman och Scott 1905.  Dactylopodella ornata ingår i släktet Dactylopodella och familjen Pseudotachidiidae. Inga underarter finns listade i Catalogue of Life.